# 奧坦切
奧坦切是哥倫比亞的城鎮，位於該國東北部，由博亞卡省負責管轄，始建於1960年11月17日，面積512平方公里，海拔高度1,147米，2005年人口10,244，人口密度每平方公里20.01人。
5°45′N 74°15′W / 5.750°N 74.250°W